# Єрківський заказник
Єрківський заказник — гідрологічний заказник місцевого значення. Об'єкт розташований на території Катеринопільського району Черкаської області, адмінмежі Єрківської селищної ради.
Площа — 1,1 га, статус отриманий у 2009 році.